# Pycnanthus densus
Pycnanthus densus är en havsanemonart som beskrevs av Oscar Henrik Carlgren 1921. Pycnanthus densus ingår i släktet Pycnanthus och familjen Actinostolidae. Inga underarter finns listade i Catalogue of Life.